# Jessica Martínez
Jessica Dahiana Martínez Villagra (Itauguá, 14 de junio de 1999), también conocida como Pirayú Martínez, es una futbolista paraguaya. Juega como delantera en el Al-Hilal de la Saudi Women's Premier League de Arabia Saudita y la selección femenina de fútbol de Paraguay.

## Carrera internacional
Martínez es actualmente la goleadora histórica de la selección nacional, ha representó a Paraguay en dos ediciones del Campeonato Sudamericano de Fútbol Femenino Sub-17 (2013 y 2016), dos ediciones del Mundial Femenino Sub-17 de la FIFA (2014 y 2016), tres ediciones del Campeonato Sudamericano Femenino Sub-20 (2014, 2015 y 2018).  y dos ediciones de la Copa Mundial Femenina Sub-20 de la FIFA (2014 y 2018). Ha marcado cinco goles en la Copa América Femenina (tres en la edición de 2014 y dos en la de 2018).

#### Goles internacionales
| N.º | Fecha                    | Sede                                                         | Rival       | Marcador | Resultado | Competición               |
| --- | ------------------------ | ------------------------------------------------------------ | ----------- | -------- | --------- | ------------------------- |
| 1   | 18 de septiembre de 2014 | Estadio Alejandro Serrano Aguilar, Cuenca, Ecuador           | Bolivia     | 5–1      | 10–2      | Copa América 2014         |
| 2   | 18 de septiembre de 2014 | Estadio Alejandro Serrano Aguilar, Cuenca, Ecuador           | Bolivia     | 8–1      | 10–2      | Copa América 2014         |
| 3   | 20 de septiembre de 2014 | Estadio Jorge Andrade Cantos, Azogues, Ecuador               | Chile       | 3–2      | 3–2       | Copa América 2014         |
| 4   | 6 de abril de 2018       | Estadio La Portada, La Serena, Chile                         | Perú        | 2–0      | 3–0       | Copa América 2018         |
| 5   | 12 de abril de 2018      | Estadio La Portada, La Serena, Chile                         | Uruguay     | 1–1      | 2–1       | Copa América 2018         |
| 6   | 3 de agosto de 2019      | Estadio Universidad San Marcos, Lima, Perú                   | Jamaica     | 1–0      | 3–1       | Juegos Panamericanos 2019 |
| 7   | 3 de agosto de 2019      | Estadio Universidad San Marcos, Lima, Perú                   | Jamaica     | 2–1      | 3–1       | Juegos Panamericanos 2019 |
| 8   | 4 de octubre de 2019     | Estadio Evelio Hernández, San Felipe, Venezuela              | Venezuela   | 1–1      | 1–1       | Amistoso                  |
| 9   | 30 de noviembre de 2021  | Estadio Gunther Vogel, San Lorenzo, Paraguay                 | Perú        | 1–1      | 4–2       | Amistoso                  |
| 10  | 30 de noviembre de 2021  | Estadio Gunther Vogel, San Lorenzo, Paraguay                 | Perú        | 2–1      | 4–2       | Amistoso                  |
| 11  | 19 de febrero de 2022    | Estadio Gunther Vogel, San Lorenzo, Paraguay                 | Uruguay     | 1–1      | 1–1       | Amistoso                  |
| 12  | 22 de febrero de 2022    | Estadio Gunther Vogel, San Lorenzo, Paraguay                 | Uruguay     | 1–0      | 2–0       | Amistoso                  |
| 13  | 8 de julio de 2022       | Estadio Olímpico Pascual Guerrero, Cali, Colombia            | Colombia    | 1–1      | 2–4       | Copa América 2022         |
| 14  | 11 de julio de 2022      | Estadio Olímpico Pascual Guerrero, Cali, Colombia            | Chile       | 2–0      | 3–2       | Copa América 2022         |
| 15  | 20 de julio de 2022      | Estadio Olímpico Pascual Guerrero, Cali, Colombia            | Ecuador     | 1–0      | 2–1       | Copa América 2022         |
| 16  | 25 de octubre de 2023    | Estadio Sausalito, Viña del Mar, Chile                       | Jamaica     | 2–0      | 10-0      | Juegos Panamericanos 2023 |
| 17  | 25 de octubre de 2023    | Estadio Sausalito, Viña del Mar, Chile                       | Jamaica     | 5–0      | 10-0      | Juegos Panamericanos 2023 |
| 18  | 25 de octubre de 2023    | Estadio Sausalito, Viña del Mar, Chile                       | Jamaica     | 7–0      | 10-0      | Juegos Panamericanos 2023 |
| 19  | 31 de octubre de 2023    | Estadio Sausalito, Viña del Mar, Chile                       | Costa Rica  | 2–1      | 3–1       | Juegos Panamericanos 2023 |
| 20  | 3 de diciembre de 2023   | Centro Nacional de Formación de la Mujer, Asunción, Paraguay | Rusia       | 1–1      | 1–1       | Amistoso                  |
| 21  | 28 de febrero de 2024    | Shell Energy Stadium, Houston, Estados Unidos                | El Salvador | 1–0      | 3-2       | Copa Oro 2024             |
| 22  | 28 de febrero de 2024    | Shell Energy Stadium, Houston, Estados Unidos                | El Salvador | 2–2      | 3-2       | Copa Oro 2024             |
| 23  | 28 de febrero de 2024    | Shell Energy Stadium, Houston, Estados Unidos                | El Salvador | 3–2      | 3-2       | Copa Oro 2024             |

## Clubes
| Club               | País           | Año           |
| ------------------ | -------------- | ------------- |
| Sportivo Limpeño   | Paraguay       | 2014          |
| Olimpia            | Paraguay       | 2015-16       |
| Sportivo Limpeño   | Paraguay       | 2016          |
| Santos             | Brasil         | 2017-18       |
| Deportivo TACON    | España         | 2018-20       |
| Real Madrid        | España         | 2020-21       |
| Sevilla            | España         | 2021-23       |
| Levante Las Planas | España         | 2023-2024     |
| Al-Hilal           | Arabia Saudita | 2024-presente |

## Palmarés

### Campeonatos internacionales
| Título                     | Club             | Año  |
| -------------------------- | ---------------- | ---- |
| Copa Libertadores Femenina | Sportivo Limpeño | 2016 |